# Нью-Йорк (штат)
Нью-Йорк (англ. New York) — штат на Північному Сході США. Був однією із перших 13-ти колоній, що утворили Сполучені Штати Америки. З населенням 19,54 мільйона людей (оцінено, 2018) Нью-Йорк є четвертим штатом США за чисельністю населення.
Найбільшим за населенням містом штату є Нью-Йорк, де проживає понад 40 % населення штату. Дві третини населення штату проживає в метрополійній зоні міста, а близько 40 % проживає на Лонг-Айленді. З населенням 8,62 мільйона людей (оцінено, 2017), Нью-Йорк є найнаселенішим містом та основною ціллю для законної імміграції в США. Метрополійна зона Нью-Йорка є однією з найнаселеніших у світі. Нью-Йорк є глобальним містом, домівкою для штаб-квартири ООН; його називають культурною, фінансовою та медійною столицею світу, а також економічно найпотужнішим містом у світі. Чотирма наступними за населенням містами штату є Баффало, Рочестер, Йонкерс і Сиракюз; столицею штату є місто Олбані.
Будучи 27-мим за площею штатом США, Нью-Йорк володіє значним географічним різноманіттям. Штат межує з Нью-Джерсі та Пенсільванією на півдні та Коннектикутом, Массачусетсом і Вермонтом на сході. Штат має морський кордон із Род-Айлендом (на схід від Лонг-Айленда), а також міжнародний кордон з канадськими провінціями Квебек на півночі та Онтаріо на північному заході. У південній частині штату, розміщеній в приатлантичній низині, розташовані Лонг-Айленд і декілька менших пов'язаних островів, а також місто Нью-Йорк та низ долини річки Гудзон. У північному регіоні штату лежать декілька хребтів Аппалачів, а також гори Адірондак в північно-східній частині штату. Гористі регіони штату розділені двома основними річковими долинами — долиною річки Гудзон (в північно-південному напрямку) та долиною річки Могок (в західно-східному напрямку). Захід Нью-Йорку, межуючи з озерами Онтаріо, Ері та Ніагарським водоспадом, вважається частиною регіону Великих озер. У центрі штату розташовані озера Фінгер — відпочинковий і туристичний центр.

## Назва
Штат  було названо на честь Герцога Йоркського, майбутнього короля Англії — Якова II. Альтернативна українська назва штату — Ню Йорк.

## Географія
Штат знаходиться на північному сході США, межує з Канадою та штатами Коннектикутом, Масачусетсом, Вермонтом, Нью-Джерсі та Пенсільванією. Рельєф штату переважно гірський; на більшості території лежать гори Аппалачі та Адірондак. Клімат переважно помірний та вологий. 13 % території штату займають річки та озера. Найбільші річки — Гудзон, Могок, Річка Святого Лаврентія.

## Історія
Джованні да Верразано досліджував територію для Італії в 1524 році, Самюель де Шамплен для Франції та Генрі Гудзон для Нідерландів у 1609 році. Колонізований голландцями в 1614 році, перше постійне поселення з'явилося в Олбані (Форт Орандж) у 1624 році, а острів Мангеттен проданий Пітером Мінуітом в 1625 році; Новий Амстердам був анексований англійцями в 1664. Перша конституція була прийнята в 1777, коли Нью-Йорк став одним з перших 13 штатів США.

## Економіка
2018 року внутрішній валовий продукт Нью-Йорка становив 1,7 трлн $. За умов незалежності штату Нью-Йорк як окремої держави, його економіка займала б 11 позицію у світі. Утім, 2013 року централізована в Нью-Йорку багатоштатова метрополійна статистична зона дала метрополійний валовий продукт (МВП) близько 1,4 трлн $, а 2012 року відповідна комбінована статистична зона дала понад 1,7 трлн $ МВП, в обох випадках займаючи перше місце на державному рівні та на міжнародному рівні поступаючись лише дев'ятьом державам.

### Волл-стріт
Завдяки Волл-стріт у фінансовому окрузі на Нижньому Мангеттені, місто Нью-Йорк називають економічно найпотужнішим містом і передовим фінансовим центром світу. Нижній Мангеттен є третім за величиною центральним бізнес-округом у США, а також домівкою для нью-йоркської біржі цінних паперів (на Волл-стріт) і NASDAQ (на Бродвеї 165), що є відповідно першою і другою за величиною біржею цінних паперів у світі як за середнім загальним щоденним обсягом торгівлі, так і за загальною ринковою капіталізацією котированих компаній (2013). Податки на інвестиції на Волл-стріт становили близько 40 млрд $ 2012 року, а 2013 року менеджери ризиків і виконання умов договорів великих банків м. Нью-Йорк заробляли 324 000 $ на рік. 2013-2014-го фіскального року індустрія цінних паперів Волл-стріт відповідала за 19 % доходів штату. Місто Нью-Йорк залишається найбільшим світовим центром торгівлі на ринках публічних цінних паперів і позикового капіталу, що почасти зумовлено розміром і фінансовим розвитком економіки США. Нью-Йорк також лідирує в галузях менеджменту гедж-фондів, приватних цінних паперів і грошовим обсягом злиттів і поглинань. Низка інвестиційних банків та інвестиційних менеджерів зі штаб-квартирами на Мангеттені є важливими гравцями в інших світових фінансових центрах. Нью-Йорк також є основним центром комерційних банківських послуг у США.
У місті Нью-Йорк також розташовані штаб-квартири найбільших світових медійних конгломератів. 2013 року на Мангеттені було розміщено близько 48,1 млн м2 офісних приміщень, роблячи його найбільшим офісним ринком у США, а центральний Мангеттен найбільшим центральним бізнес-округом у державі.

### Кремнієва алея
Кремнієва алея з центром у місті Нью-Йорк стала метонімом для екосистеми високих технологій і підприємництва Нью-йоркського метрополійного регіону; 2015 року Кремнієва алея спродукувала понад 7,3 млрд $ венчурних інвестицій. Високотехнологічні індустрії, зокрема цифрові ЗМІ, біотехнології, розробка програмного забезпечення, ігровий дизайн та інші галузі інформаційних технологій, перебувають у процесі росту, зміцнених завдяки розміщенню Нью-Йорка на шляху низки трансатлантичних оптоволоконних кабельних ліній, завдяки його інтелектуальному капіталові, а також поширенню бездротового зв'язку на вулицях. У грудні 2014 року штат анонсував венчурний фонд з 50 млн $ для сприяння працевлаштуванню в галузях біотехнологій і сучасних матеріалів; за словами губернатора Ендрою Куомо, інвестовані кошти сприятимуть залученню підприємцями їхніх досліджень на ринок. 19 грудня 2011 року мер Майкл Р. Блумберґ анонсував проєкт на 2 млрд $ Корнелльського університету спільно з Ізраїльським технологічним інститутом зі створення Вищої школи прикладних наук на Острові Рузвельта на Мангеттені з метою перетворення Нью-Йорка на світову столицю технологій.

### Енергетика
2017 року штат Нью-Йорк спожив 156 370 гігават-годин (гВт-год) електричної енергії. На півдні штату (долина Гудзона, місто Нью-Йорк і Лонг-Айленд) було спожито 66 % всієї електроенергії. Північні регіони виробили 50 % цієї електричної енергії. Пікове навантаження, зафіксоване 2017 року, становила 29 699 МВт. Ресурсна спроможність того ж року становила 42 839 МВт. 2017 року ринковий монітор Нью-йоркського незалежного системного оператора (NYISO) подавав середню повну гуртову ціну в діапазоні 25-53 $ за МВт-год.

## Пам'ятки
- Військова академія США, місце розташування з 1801 року у Вест-Пойнт.
- Озеро Шамплейн
- Ніагарський водоспад
- будинок Вашингтона Ірвінга у Філіпсбург Манор
- будинок Фенімора Купера
- будинок Франкліна Рузвельта в Гайд-парку

## Адміністративний устрій
Повний список міських поселень дивись тут.
Курсивом подано містечка (таун).
| Місто         | Населення, осіб | Рік  |
| ------------- | --------------- | ---- |
| Нью-Йорк      | 8 372 355       | 2010 |
| Брукгевен     | 490 416         | 2009 |
| Ісліп         | 322 612         | 2000 |
| Баффало       | 261 310         | 2010 |
| Бабилон       | 211 792         | 2000 |
| Рочестер      | 210 565         | 2010 |
| Йонкерс       | 195 976         | 2010 |
| Гантінгтон    | 195 289         | 2000 |
| Сірак'юс      | 145 170         | 2010 |
| Сміттаун      | 115 715         | 2000 |
| Олбані        | 97 856          | 2010 |
| Грінберг      | 86 764          | 2000 |
| Нью-Рошелл    | 77 062          | 2010 |
| Маунт-Вернон  | 67 292          | 2010 |
| Скенектаді    | 66 135          | 2010 |
| Ютика         | 62 235          | 2010 |
| Вайт-Плейнс   | 57 300          | 2000 |
| Саутгемптон   | 54 712          | 2000 |
| Ніагара-Фоллс | 50 193          | 2010 |

## Мовний склад[7]
| Мова       | Частка людей старше 5 років, % |
| ---------- | ------------------------------ |
| англійська | 70,72                          |
| іспанська  | 14,44                          |
| китайська  | 1,56                           |
| російська  | 1,20                           |
| італійська | 1,18                           |
| креольська | 0,79                           |
| французька | 0,75                           |
| ідиш       | 0,67                           |
| корейська  | 0,63                           |
| кантонська | 0,58                           |
| інші       | 7,48                           |

## Відомі постаті
- Уолт Вітмен
- Лора Бреніген
- Лхаса де Села
- Генрі Джеймс
- Джеймс Фенімор Купер
- Артур Міллер
- Теодор Рузвельт
- Франклін Рузвельт
- Ізраїль Йосипович Цвайгенбаум
- Тім Коннолі
- Джефф Фаркас
- Шон Геггерті
- Крістіан Гансон